# Wayhind
Wayhind fou una vila medieval del nord-oest de l'Índia. Apareix esmentada a la geografia de Caixmir escrita per Kalhana al segle xii amb el nom d'Udabhanda, però en segles següents el nom apareix a les fonts àrabs com a Wayhind o Waihand i correspon a la moderna Hund, a 9 km al nord-est d'Attock o Atak al Pakistan.
Va ser capital de la dinastia hindushàhida d'Ohind que va succeir a la dinastia Kushana. Cubingham, basant-se en les monedes, va emetre la hipòtesi que a la dinastia turca o rajput va seguir una usurpació per un braman de nom Kallar, el wazir del darrer shah turc o rajput, però després la dinastia fou restaurada pujant al tron Jaipal. No obstant no sembla que Jaipal tingués relació amb l'antiga dinastia.
Contra els hindushàhides va lluitar Sebuktegin de Gazni i després el seu fill Mahmud al final del segle X i inicis del XI. El seu sobirà Jaipal fou finalment derrotat per Mahmud.